# Praça do Comércio
A Praça do Comércio, ainda comumente referido pela sua antiga designação de Terreiro do Paço, é uma praça da Baixa de Lisboa situada junto ao rio Tejo, na zona que foi o local do palácio dos reis de Portugal durante cerca de dois séculos e que hoje está parcialmente ocupada por alguns departamentos governamentais. É uma das maiores praças da Europa, com cerca de 36 000 m² (180m x 200m). A praça é limitada por 79 arcos.
É considerada um símbolo histórico do poder político e manifestação da capitalidade em Portugal. Esta simbologia é geralmente associada ao centralismo do Estado.
Em 1511, o rei D. Manuel I transferiu a sua residência do Castelo de São Jorge para este local junto ao rio. O Paço da Ribeira, bem como a sua biblioteca de 70 000 volumes, foram destruídos pelo terramoto de 1755. Na reconstrução, coordenada por Eugénio dos Santos, a praça tornou-se no elemento fundamental do plano do Marquês de Pombal. 
Os edifícios que envolvem a praça foram, durante décadas, utilizados por diferentes ministérios e outras instituições públicas. Hoje a sua utilização está dividida entre departamentos governamentais, atividades culturais e promocionais, hotéis, restaurantes e cafés.
É num dos edifícios da praça que se encontra o famoso café Martinho da Arcada, o mais antigo de Lisboa, e um dos preferidos de Fernando Pessoa.
Após a Revolução de 1910 os edifícios foram pintados a cor-de-rosa. Contudo, voltaram recentemente à sua cor original, o amarelo. O lado sul, com as suas duas torres quadradas, está virado para o Tejo.
Foi durante muito tempo a entrada nobre de Lisboa e, nos degraus de mármore do Cais das Colunas, vindos do rio, desembarcaram e foram recebidos chefes de estado e outras figuras de destaque.
No centro da praça, vê-se a estátua equestre D. José, erigida a 6 de Junho de 1775 por Joaquim Machado de Castro, o principal escultor português do século XVIII.
No lado norte da praça, encontra-se o Arco Triunfal da Rua Augusta, a entrada para a Baixa.
A área serviu como parque de estacionamento até à década de 1990, mas hoje este vasto espaço é usado para eventos culturais e espectáculos.
A praça foi decretada como Monumento Nacional, através do Decreto n.º 136, de 23-06-1910.

## Acontecimentos históricos
No dia 1 de dezembro de 1640 a antiga praça assistiu ao fim da União Ibérica com a prisão da Duquesa de Mântua e a morte do secretário de estado Miguel de Vasconcelos que foi atirado de uma janela do palácio para o Terreiro.
No terramoto de 1755, onde hoje se encontram os edifícios que constituem o Terreiro do Paço, existia o Palácio Real, em cuja biblioteca estavam guardados 70 mil volumes e centenas de obras de arte, incluindo pinturas de Ticiano, Rubens e Correggio. Tudo foi destruído. O precioso Arquivo Real com documentos relativos à exploração oceânica, entre os quais, por exemplo numerosas cartas do descobrimento do Brasil e outros documentos antigos também foram perdidos.
A 1 de fevereiro de 1908, o rei D. Carlos e o seu filho, o Príncipe Real D. Luís Filipe foram assassinados quando passavam na praça, especificamente na Rua do Arsenal.
Na Revolução de 1910, a praça assistiu ao desembarque da Marinha no Cais das Colunas para ocupar locais estratégicos da cidade. A 5 de Outubro de 1910, na Praça do Município junto ao terreiro, foi proclamada a República.
A 18 de fevereiro de 1957, a rainha Isabel II do Reino Unido desembarcou no Cais das Colunas, na sua visita a Portugal.
Durante o regime do Estado Novo, alguns dos discursos do Presidente do Conselho, Oliveira Salazar foram proferidos à janela dos ministérios, nomeadamente a 27 de agosto de 1963, numa grandiosa manifestação de apoio à política ultramarina portuguesa.
No dia 25 de abril de 1974 a praça assistiu a um dos episódios da revolução que derrubou o governo de Marcello Caetano e o Estado Novo.
No dia 11 de maio de 2010 o Papa Bento XVI celebrou a Eucaristia na praça para cerca de 160 mil pessoas.
Em 2016, a praça voltou a receber as comemorações do Dia de Portugal, de Camões e das Comunidades que aqui não se realizavam desde o fim do Estado Novo.

## Imagens históricas
|  |  |  |